# Терек-Суу (Ошская область)
Терек-Суу (кирг. Терек-Суу) — село в Кара-Кульджинском районе Ошской области Кыргызстана. Входит в состав Капчыгайского айылного аймака.

## География
Село расположено в северо-восточной части области, на правом берегу реки Тар, вблизи места впадения в неё реки Терек-Суу, на расстоянии приблизительно 21 километра (по прямой) к юго-востоку от села Кара-Кульджа, административного центра района. Абсолютная высота — 1592 метра над уровнем моря.

## Население
Согласно оценочным данным Национального статистического комитета Кыргызской Республики, численность населения села на начало 2023 года составляла 492 человека.
| год     | 2009 | 2014 | 2015 | 2020 | 2021 | 2023 |
| ------- | ---- | ---- | ---- | ---- | ---- | ---- |
| человек | 491  | 422  | 434  | 464  | 477  | 492  |